# Marathon Course w Londynie

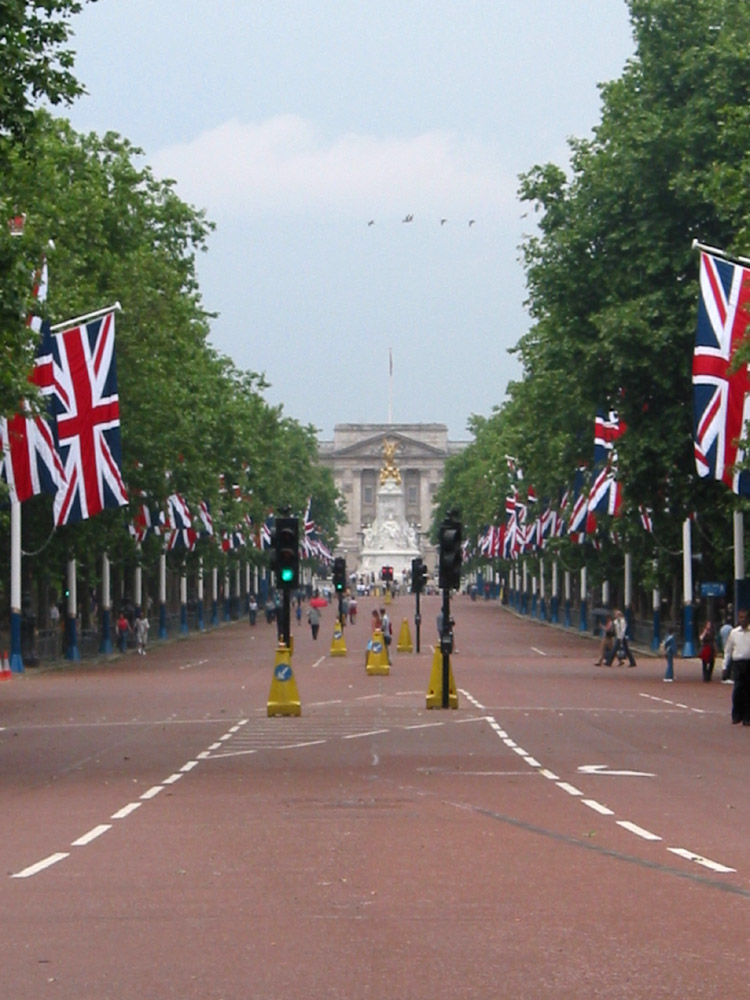
Linia startu/metu na ulicy The Mall, w tle Pałac Buckingham

Marathon Course w Londynie – trasa biegu maratońskiego, na której odbyły się zawody w tej konkurencji podczas Letnich Igrzysk Olimpijskich 2012. Trasa miała identyczny przebieg dla mężczyzn i kobiet, zaś wstęp do stref dla publiczności na większości trasy był bezpłatny i niewymagający wcześniejszej rezerwacji. Intencją organizatorów było, aby oba maratony (męski i kobiecy) stały się najbardziej masowymi, pod względem udziału kibiców, wydarzeniami igrzysk.

## Przebieg trasy
Linia startu/mety maratonu znalazła się na słynnej ulicy The Mall, tuż obok St. James’s Park. Zawodnicy biegli prosto aż do Trafalgar Square, gdzie skręcali w prawo w stronę Tamizy, a po dotarciu do jej brzegu biegli długi odcinek wzdłuż rzeki, ulicą Victoria Embankment. Mniej więcej na wysokości galerii Tate Modern (która znajduje się jednak na drugim brzegu) skręcali w lewo w stronę katedry św. Pawła, a następnie biegli dość krętym odcinkiem po mniejszych ulicach w jej okolicy. Miejsce zawracania znalazło się tuż przy Tower of London, skąd biegacze przebywali długi odcinek wzdłuż Tamizy, aż do Pałacu Westminsterskiego. Tam skręcali w prawo, by wbiec na The Mall tuż przed Pałacem Buckingham, gdzie ruszali na ostatnią prostą.
Opisana wyżej pełna trasa liczyła 12 875 metrów i została przebyta przez zawodników trzykrotnie, na drugim, trzecim i czwartym okrążeniu. Długość pierwszego okrążenia wyniosła 3 571 metrów i zostało ono poprowadzone tym fragmentem pełnej trasy, który otaczał St. James’s Park. 